# Candlemass
I Candlemass sono un gruppo doom metal svedese fondato nel 1984 da  Leif Edling, bassista e compositore principale. Originari di Stoccolma, sono considerati una delle band più influenti della scena doom metal anni ottanta.

## Storia

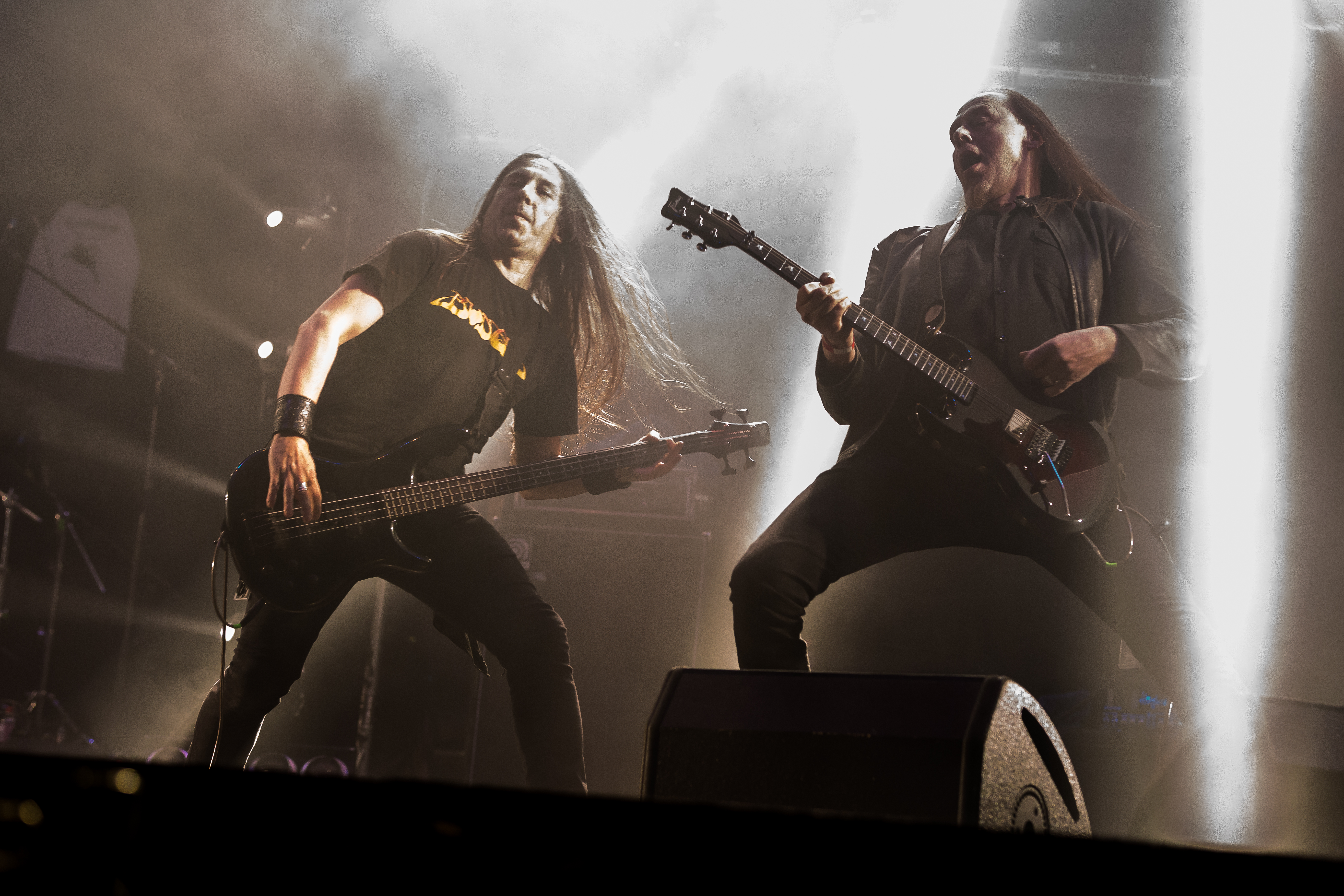
Per Wiberg e Lars Johansson al Party San Metal Open Air 2015

Dopo aver sciolto il suo gruppo precedente, i Nemesis, Leif Edling fondò una nuova band sotto il nome di Candlemass (forse una grafia volutamente alterata di candlemas). Nel 1986 il gruppo pubblica per la Black Dragon Records il proprio esordio discografico intitolato Epicus Doomicus Metallicus. Lo stile del gruppo, pur essendo fortemente influenzato dai Black Sabbath, risultò originale nel suo efficace mix di riff epici e mid-tempos. La stampa, entusiasta del lavoro, definì lo stile come "Epic Doom Metal", etichetta che il gruppo tuttora utilizza. Il disco non venne supportato da alcun tour in quanto i Candlemass soffrirono per tutto il primo periodo della loro esistenza della mancanza di una formazione fissa che consentisse loro di esibirsi dal vivo.

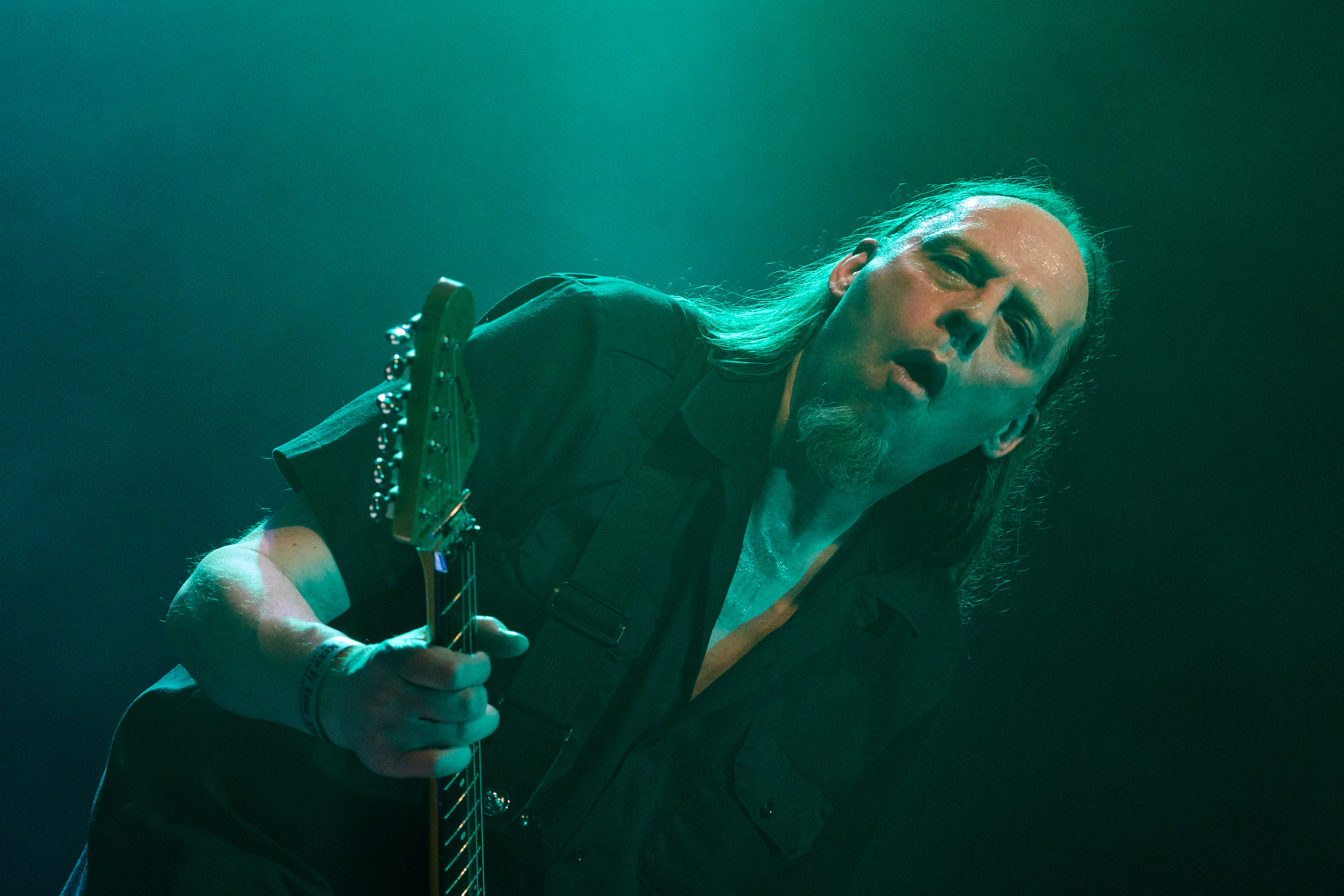
Lars Johansson all'Hammer of Doom 2015, a Würzburg

Risolti i problemi di formazione con l'inserimento del chitarrista solista Lars Johansson, del batterista Jan Lindh e dell'istrionico cantante Messiah Marcolin (mezzo tenore naturale), il gruppo pubblica nel 1987 per la Active Records quello che da molti è considerato il loro picco creativo: Nightfall. L'album usufruisce di un'adeguata pubblicità e lancia il gruppo nell'Olimpo delle band di culto di quel periodo grazie anche agli incessanti tour sostenuti in molti paesi europei.
Il 1988 è l'anno della pubblicazione di Ancient Dreams, terzo album in studio da molti considerato meno ispirato rispetto a Nightfall, ma che permette comunque alla band di firmare un contratto con l'etichetta Music for Nations.

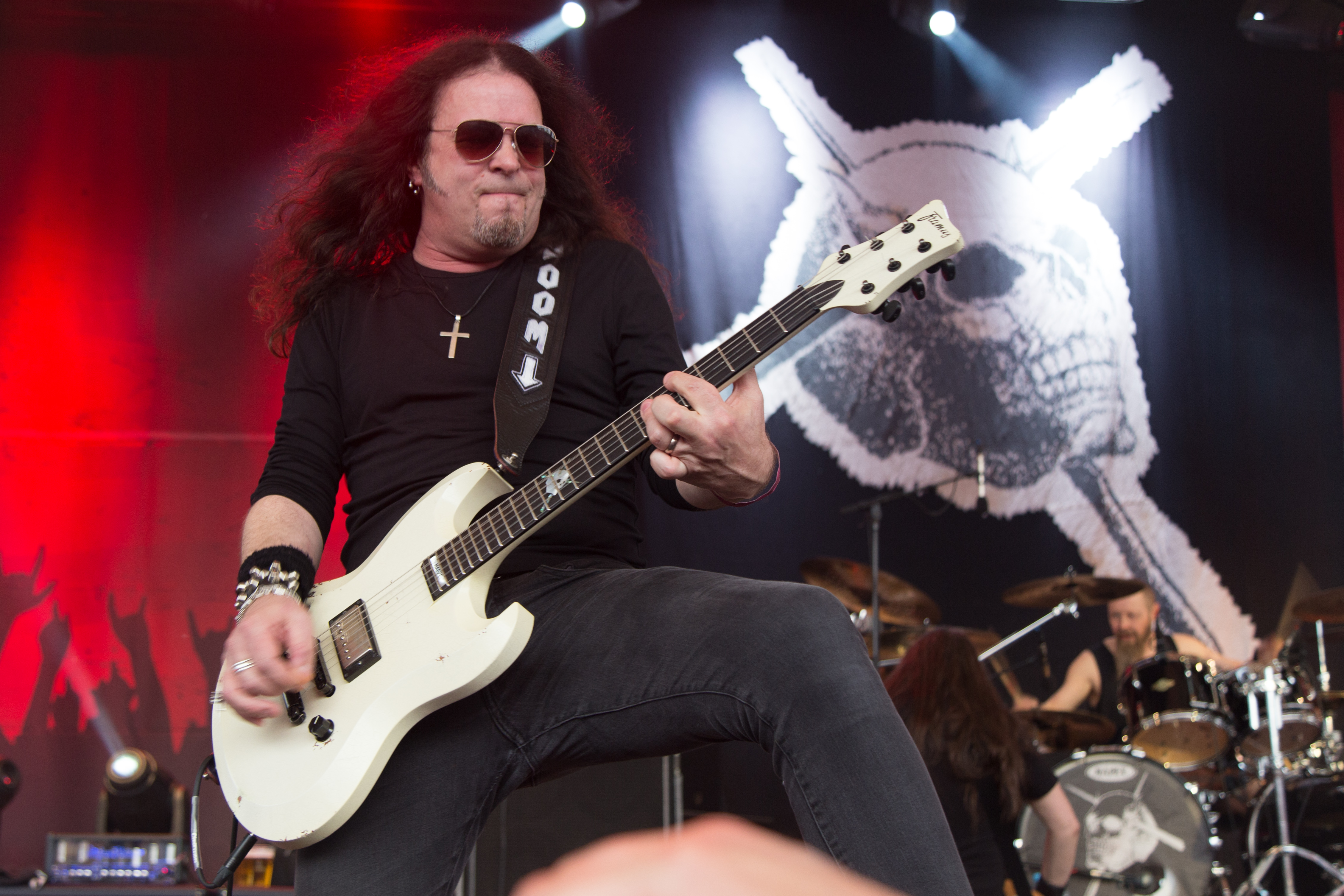
Mats "Mappe" Björkman

Forti del nuovo contratto, viene pubblicato Tales of Creation (1989), disco che segnerà in un certo modo la definitiva maturazione del gruppo scandinavo, ad iniziare dalla sonorità, più compatta e dinamica rispetto al passato e che usufruisce anche di partiture veloci al limite dello speed metal (come nel caso della breve strumentale Into the Unfathomed Tower). Anche la produzione usufruisce di mezzi più professionali che permettono al gruppo di farsi conoscere in tutto il mondo. Cinque degli undici brani presenti sul disco sono ripresi dalla terza demo dei Nemesis intitolata, appunto, Tales of Creation.

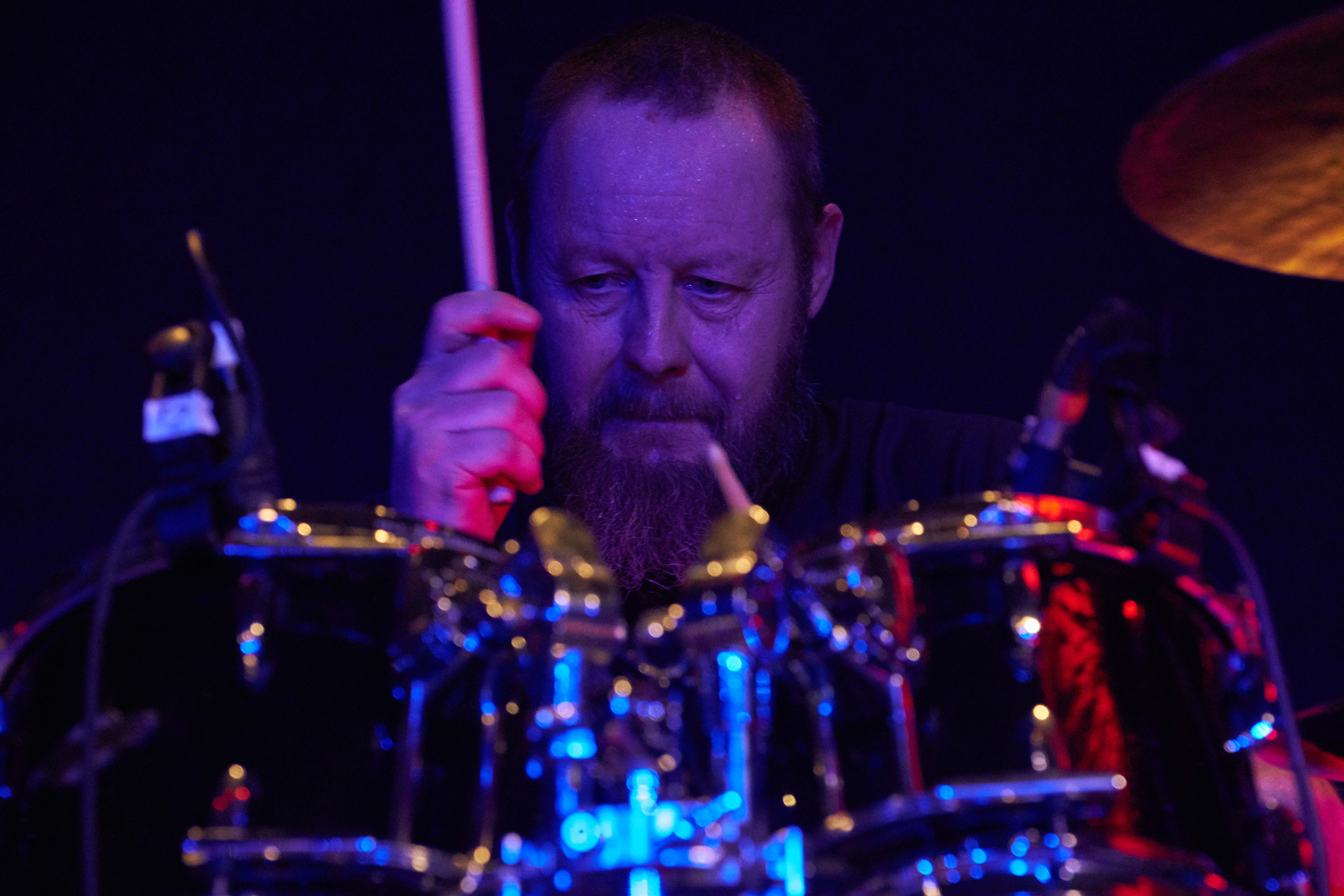
Jan Lindh

Nel 1990 viene pubblicato il primo album live della band, intitolato Live, seguito da discussioni interne al gruppo che portarono all'allontanamento dal gruppo di Messiah Marcolin. Con il nuovo cantante Tomas Vikström, i Candlemass registrarono Chapter VI (1992), speranzosi di poter ripetere il successo del precedente disco. Sfortunatamente i risultati furono pessimi e dopo aver perduto il contratto con la casa discografica, il gruppo decise all'unanimità di sciogliersi permettendo ai singoli musicisti di intraprendere strade diverse.
Mentre Lars Johansson, Mappe Björkman e Jan Lindh si dedicano al progetto power metal, Zoic, Leif Edling concentra tutte le sue energie negli Abstrakt Algebra, gruppo già esistente prima dello scioglimento dei Candlemass. I risultati da ambo i lati non sono eccezionali e dopo alcune pubblicazioni Leif Edling decide di riprendere il nome di Candlemass seppur con una formazione diversa da quella storica. Vengono pubblicati così due nuovi album sempre per la Music for Nations, Dactylis glomerata (1998) e From the 13th Sun (1999). Lo stile, ben diverso da quello che aveva caratterizzato il gruppo negli anni ottanta, risente molto delle sperimentazioni fatte da Edling con gli Abstrakt Algebra e del sound tipico dello stoner doom anni settanta. Seppur lodevoli ed originali sul piano compositivo, il pubblico reagisce in maniera fredda e la band si chiuderà man mano in un silenzio che verrà rotto, nonostante alcune pubblicazioni marginali, solo nel 2002, anno della riunione della formazione storica per un tour commemorativo.

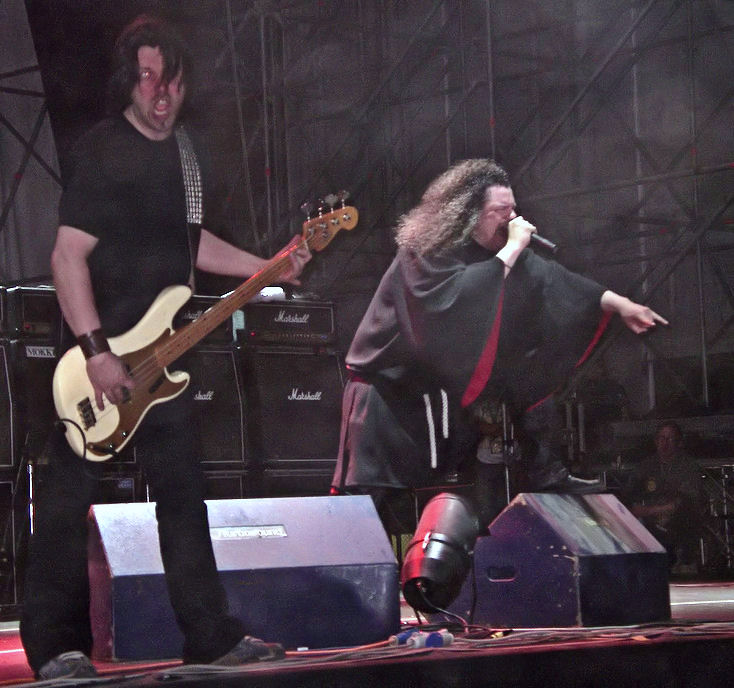
Leif Edling e Messiah Marcolin

Con la formazione ritrovata il gruppo ritrova un'accoglienza inaspettata da parte di migliaia di fan che riempiono sistematicamente i concerti a cui la band partecipa. A commemorazione di tale evento viene pubblicato un doppio albo dal vivo intitolato Doomed for Live che riprende tutti i brani classici fino al 1990. Vengono inoltre rimasterizzati e ristampati tutti i dischi del primo periodo (Epicus Doomicus Metallicus, Nightfall, Ancient Dreams e Tales of Creation). Viene anche pubblicato un doppio DVD intitolato Documents of Doom contenente le riprese integrali dello storico concerto al Fryshuset di Stoccolma (immortalato nell'album live del 1990) e una serie di contenuti speciali inerenti alla riunione del 2002.

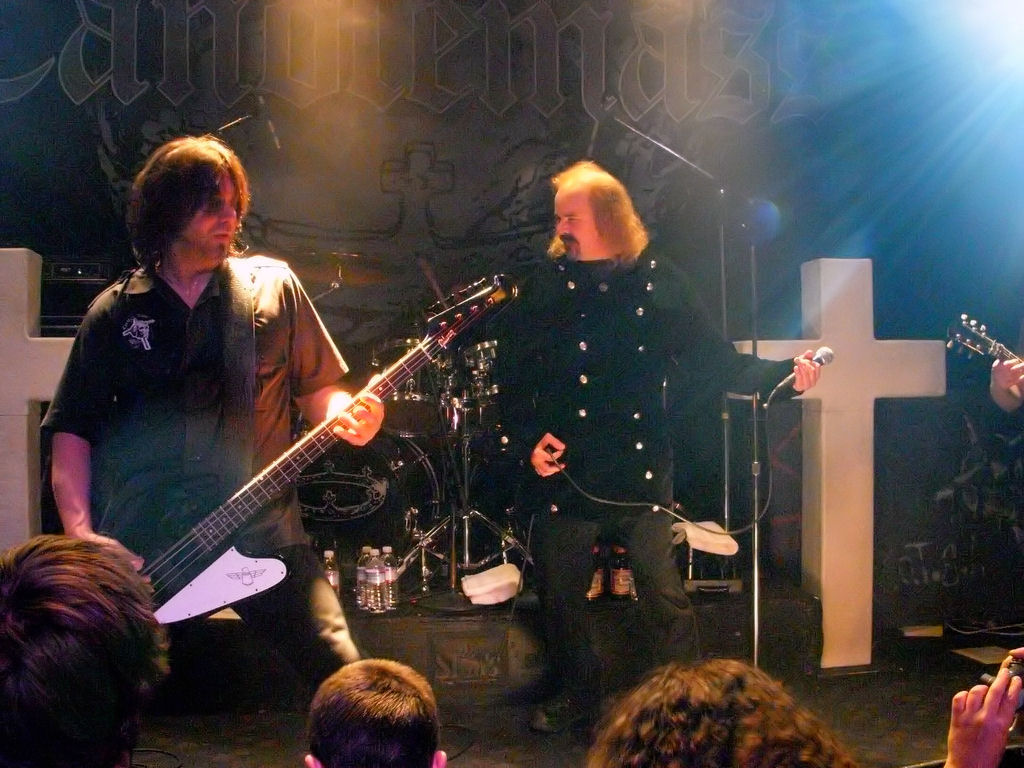
Leif Edling e Robert Lowe nel 2008

La band però si ritrova ad affrontare nuovamente i dissidi che la portarono al primo scioglimento e dopo il tour del 2002 il gruppo si scioglie nuovamente. In questo periodo Leif Edling forma, insieme all'ex-cantante degli Abstrakt Algebra Mats Leven e due membri degli Entombed, i Krux, progetto musicale di matrice Stoner Rock.

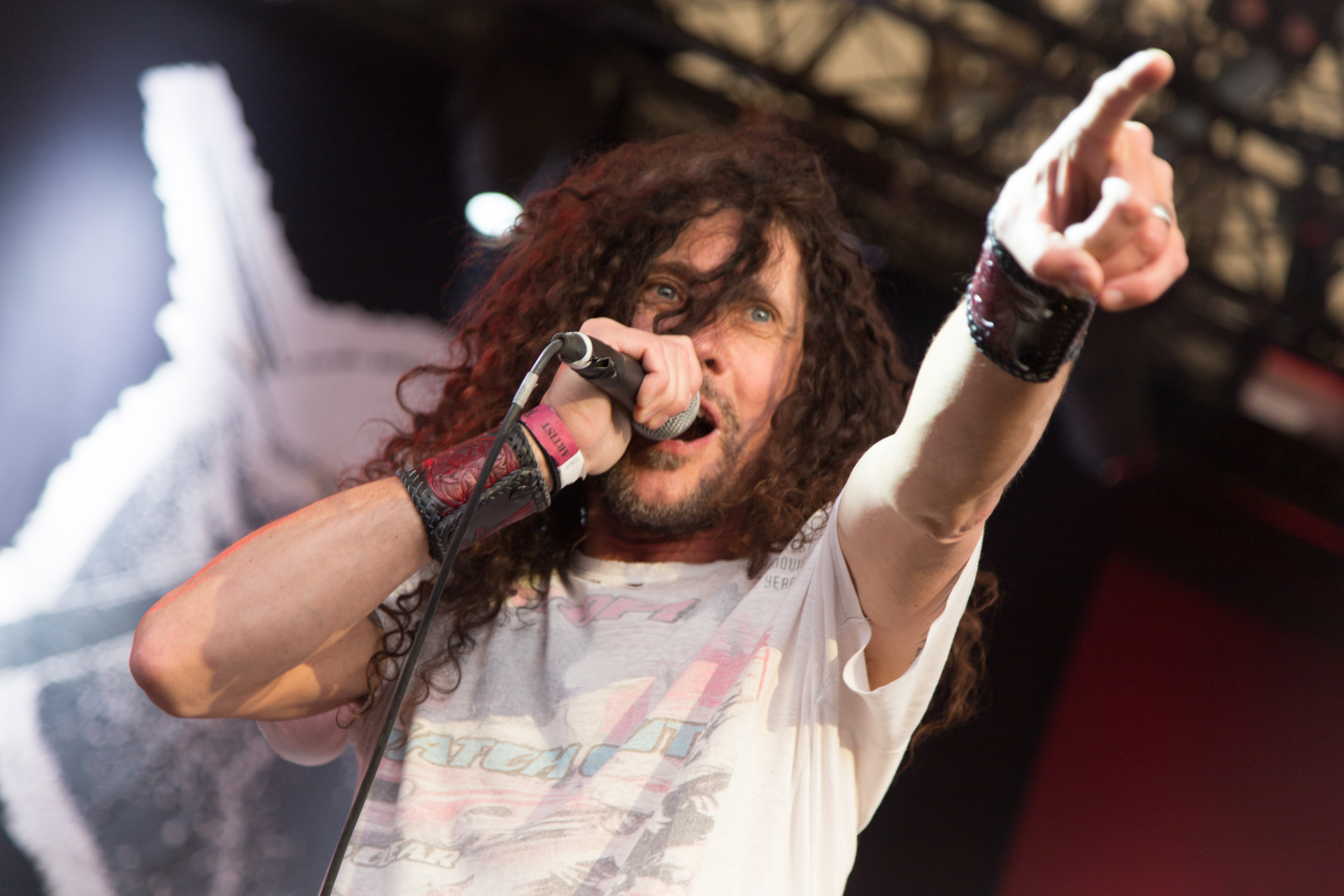
L'ormai ex-cantante Mats Levén al Rock Hard Festival 2017

Sotto le pressioni degli innumerevoli fan delusi dall'ennesimo scioglimento, i Candlemass si convincono a continuare e nel 2005, forti di un contratto con l'importante casa discografica tedesca Nuclear Blast, viene pubblicato il loro ottavo ed omonimo disco da studio. Il successo è mondiale e la stampa riaccoglie a braccia aperte il gruppo che, per l'occasione, ritrova la "verve" e lo stile che lo rese famoso negli anni ottanta. Alla fine del tour di supporto il gruppo si rimette al lavoro per completare la stesura dei nuovi brani, ma nuovi dissidi con Messiah Marcolin rallentano i programmi e quest'ultimo viene definitivamente allontanato dal gruppo. Ad inizio 2007 viene annunciato Robert Lowe come sostituto del corpulento frontman. Lowe, già noto ai fan per la sua militanza nei Solitude Aeturnus, viene inizialmente accolto con diffidenza per via del suo modo di cantare del tutto diverso da quello di Marcolin, ma, grazie ad una serie di date "di presentazione", il pubblico comincia ad apprezzare il nuovo frontman ripagando il gruppo sul piano delle vendite. Con questa formazione i Candlemass pubblicano King of the Grey Islands (2007), l'EP Lucifer Rising e il successivo Death Magic Doom (2009), lavori che vedono un'ulteriore maturazione da parte del gruppo che, pur non eliminando la propria matrice heavy, mette in risalto le cupe e drammatiche doti canore di Lowe. Nel 2012 esce l'undicesimo album Psalms for the Dead.
Per celebrare i 30 anni di carriera il 3 giugno 2016 esce un nuovo EP, Death Thy Lover che contiene 4 tracce in studio con Mats Levén alla voce. Che diventa così il nuovo cantante del gruppo. Il 27 aprile 2018 viene diffuso il brano House of Doom, questo anche il titolo di un loro nuovo EP pubblicato il 25 maggio dalla Napalm Records. Nel settembre dello stesso anno viene annunciato che il nuovo cantante sarà quello dell'album di debutto del gruppo, Johan Langquist.

## Formazione

### Formazione attuale
- Johan Langquist - voce (1985-1986, 2018-presente)
- Mats "Mappe" Björkman - chitarra ritmica (1984-1994, 2002, 2004-presente)
- Lars Johansson - chitarra solista (1987-1994, 2001-2002, 2004-presente)
- Leif Edling - basso (1984-1994, 1997-2002, 2004-presente); voce (1984-1986)
- Jan Lindh - batteria (1987-1994, 2001-2002, 2004-presente)

### Ex componenti

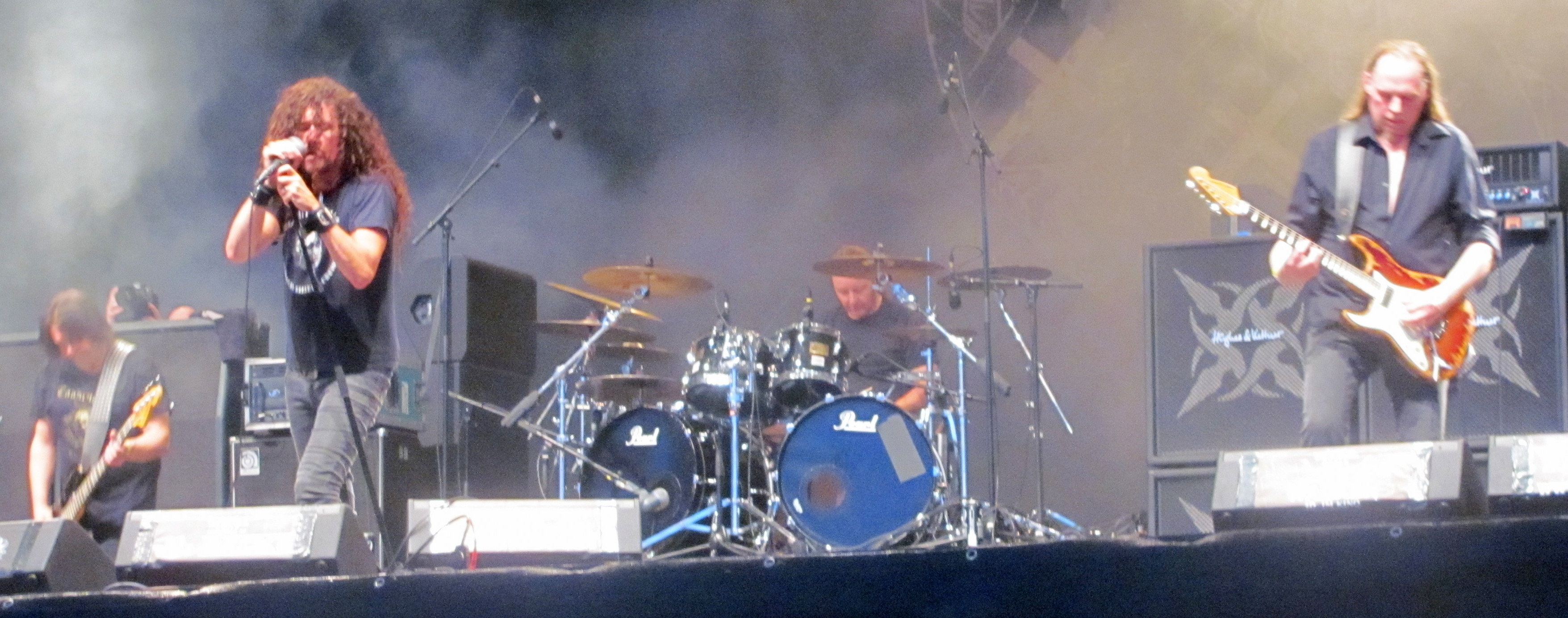
I Candlemass al Wacken Open Air 2013

- Mats Ekström - batteria (1984-1986)
- Christian Weberyd - chitarra (1984-1985)
- Jonny Reinholm - chitarra, batteria (1984-1985)
- Klas Bergwall - chitarra (1986)
- Messiah Marcolin - voce (1987-1991, 2001-2002, 2004-2006)
- Mike Wead - chitarra (1987)
- Thomas Vikström - voce (1991-1994)
- Jejo Perković - batteria (1997-1999)
- Patrik Instedt - chitarra (1997-1998)
- Michael Amott - chitarra (1997-1998)
- Björn Flodkvist - voce (1997-2001)
- Mats Ståhl - chitarra (1998-1999)
- Carl Westholm - tastiere (1998)
- Tony Martin - voce (2004)
- Mats Levén - voce (2012-2018)
- Robert Lowe - voce (2006-2012)

## Discografia

### Album in studio
- 1986 - Epicus Doomicus Metallicus
- 1987 - Nightfall
- 1988 - Ancient Dreams
- 1989 - Tales of Creation
- 1992 - Chapter VI
- 1998 - Dactylis glomerata
- 1999 - From the 13th Sun
- 2005 - Candlemass
- 2007 - King of the Grey Islands
- 2009 - Death Magic Doom
- 2012 - Psalms for the Dead
- 2019 - The Door to Doom
- 2022 - Sweet Evil Sun

### Album dal vivo
- 1990 - Live
- 2003 - Doomed for Live - Reunion 2002
- 2010 - No Sleep 'til Athens
- 2013 - Epicus Doomicus Metallicus - Live at Roadburn 2011
- 2019 - Dynamo Doom
- 2021 - Green Valley

### EP
- 1993 - Sjunger Sigge Fürst
- 2007 - Lucifer Rising
- 2010 - Don't Fear the Reaper
- 2016 - Death Thy Lover
- 2018 - House of Doom
- 2020 - The Pendulum

### Compilation
- 1994 - The Best of Candlemass: As It Is, as It Was
- 2003 - Diamonds Of Doom
- 2004 - Essential Doom
- 2013 - Introducing Candlemass
- 2014 - Gothic Stone
- 2016 - Behind the Wall of Doom

### Box-set
- 2005 - Doom Songs: The Singles 1986-1989
- 2010 - Doomology
- 2018 - The Nuclear Blast Recordings

### Singoli
- 1988 - Samarithan
- 1988 - At The Gallows End
- 1993 - Sjunger Sigge Fürst
- 2001 - Nimis
- 2005 - Solitude / Crystal Ball
- 2005 - At the Gallows End / Samarithan
- 2005 - Mirror, Mirror / The Bells of Acheron
- 2005 - Dark Reflections / Into the Unfathomed Tower
- 2007 - Black Dwarf
- 2009 - If I Ever Die
- 2009 - Hammer of Doom
- 2012 - Dancing in the Temple of the Mad Queen Bee
- 2017 - Dark Are the Veils of Death
- 2018 - House of Doom
- 2019 - Astorolus - The Great Octopus
- 2020 - The Pendulum
- 2025 - Black Star

## Videografia

### Video
- 2002 - Documents of Doom - Live at Fryshuset 1990
- 2005 - The Curse of Candlemass: Live in Stockholm 2003
- 2007 - 20 Year Anniversary Party
- 2010 - Ashes to Ashes